# 小行星9576
小行星9576（英語：9576 van der Weyden）是一颗围绕太阳公转的小行星。1989年2月4日，天文学家艾瑞克·怀特·埃尔斯特在拉西拉天文台发现了此天体。
这颗小行星的绝对星等为115.1868335417764等。